# Иляйоки

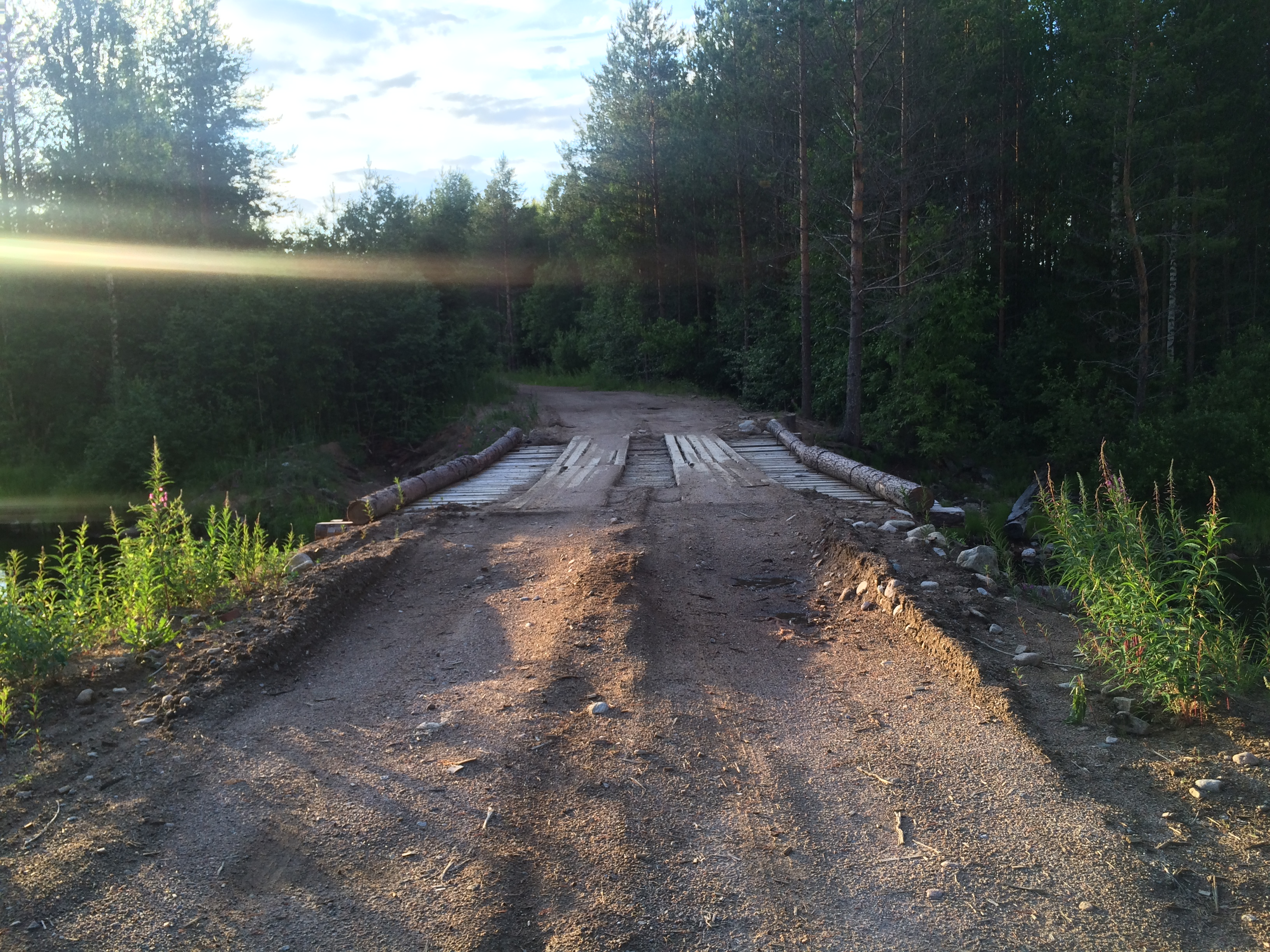
Автомобильный мост

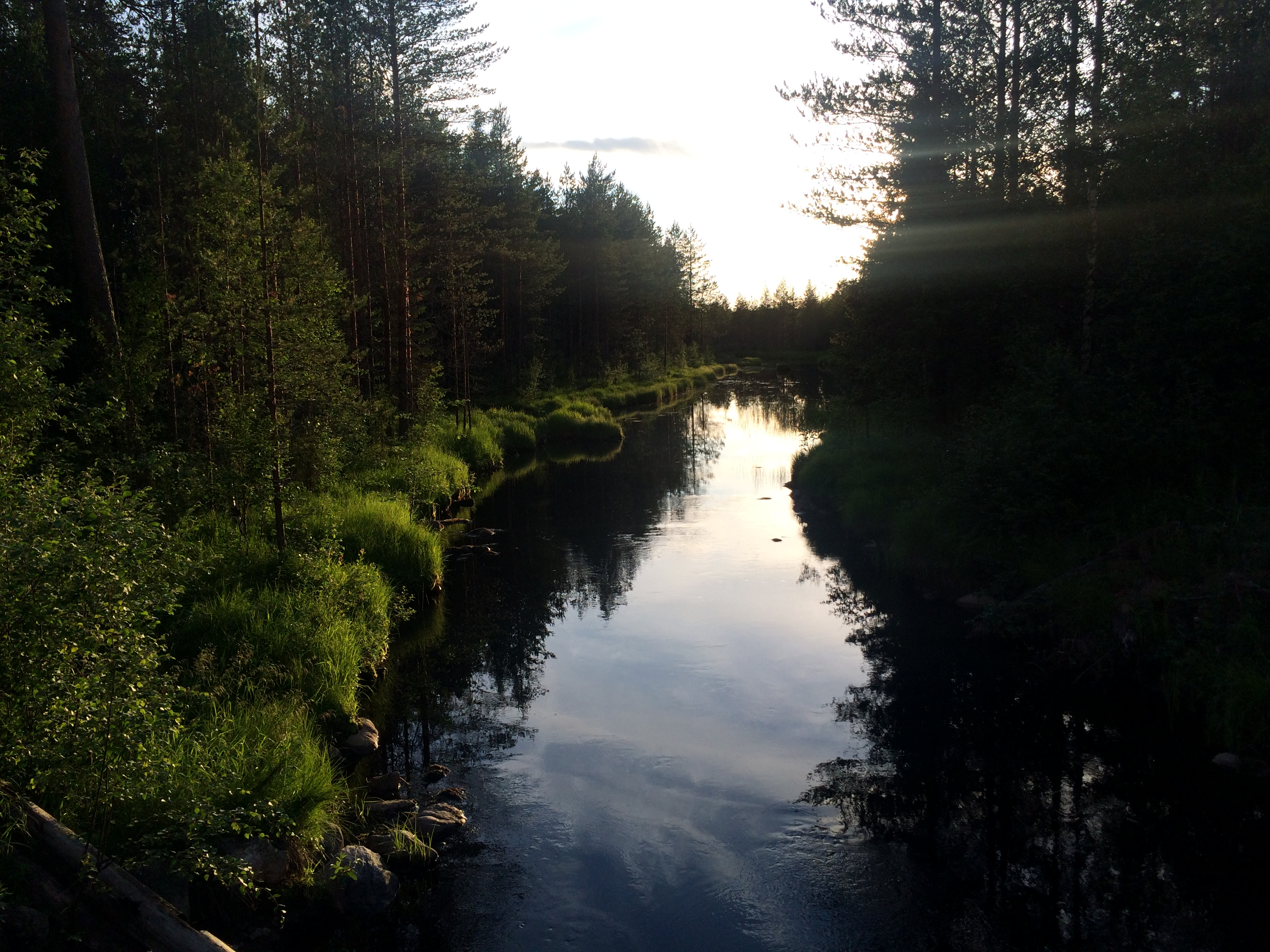
Вид против течения

Иляйоки — река в России, протекает по территории Суоярвского района Карелии. Впадает в озеро Салмиярви, которое протоками сообщается с озером Чудоярви — истоком реки Тарасйоки. Длина реки — 21 км, площадь водосборного бассейна — 145 км²
В 2 км от устья, по правому берегу реки впадает река Раяйоки.

## Данные водного реестра
По данным государственного водного реестра России относится к Балтийскому бассейновому округу, водохозяйственный участок реки — Шуя, речной подбассейн реки — Свирь (включая реки бассейна Онежского озера). Относится к речному бассейну реки Нева (включая бассейны рек Онежского и Ладожского озера).
Код объекта в государственном водном реестре — 01040100112102000014196.